# Léon-Alexandre Rapenne
Léon-Alexandre Rapenne, francoski general in guverner Francoske Gvajane v letih 1943-1944, * 10. marec 1876, † 3. april 1961.